# Claude Cohen-Tannoudji
Claude Cohen-Tannoudji, francoski fizik, * 1. april 1933, Constantine, Fracoska Alžirija (sedaj Alžirija).
Cohen-Tannoudji je leta 1997 skupaj s Chujem in Phillipsom prejel Nobelovo nagrado za fiziko za raziskave metod laserskega hlajenja in lovljenja atomov. Še vedno je aktivni raziskovalec in deluje na École Normale Supérieure v Parizu.

## Življenje in delo
Rodil se je alžirskim judovskim staršem, Abrahamu Cohen-Tannoudjiju in Sarah Sebbah. Pri opisovanju svojih korenin je Cohen-Tannoudji dejal: »Moja družina, izvirno iz Tangerja, se je nastanila v Tuniziji in nato v Alžiriji v 16. stoletju, ko je pred špansko inkvizicijo prebegla. Dejansko naš priimek Cohen-Tannoudji pomeni preprosto družina Cohen iz Tangerja. Alžirski Judje so prejeli francosko državljanstvo leta 1870 po tem, ko je Alžirija postala francoska kolonija leta 1830.«
Po končanju srednje šole v Alžiru leta 1953 je odšel v Pariz in začel študirati na École normale supérieure. Med njegovimi profesorji so bili: Henri Paul Cartan, Laurent Schwartz in Alfred Kastler.
Leta 1958 se je poročil z Jacqueline Veyrat, visokošolsko učiteljico, s katero sta imela tri otroke. Njegov študij je prekinil  nabor za služenje v vojski, kjer je služil 28 mesecev – več kot običano zaradi alžirske vojne. Leta 1960 je nadaljeval študij za doktorat, ki ga je pridobil proti koncu leta 1962 na Univerzi v Parizu.
Po dizertaciji je začel poučevati kvantno mehaniko na Univerzi v Parizu. Njegovi zapiski predavanj so postali osnova za priljubljeno knjigo Mécanique quantique, ki jo je napisal z dvema svojima kolegoma. Nadaljeval je tudi svoje raziskovalno delo o atomsko-fotonskih interakcijah. Njegova raziskovalna skupina je razvila model oblečenega atoma.
Leta 1973 je postal profesor na Francoskem kolegiju. Tu je poučeval atomsko in molekulsko fiziko do leta 2004. V zgodnjih 1980-ih je začel predavati o radiacijskih silah na atomih in poljih laserske svetlobe. Skupaj z Alainom Aspectom, Christophom Salomonom in Jeanom Dalibardom je ustanovil tudi laboratorij za raziskovanje laserskega hlajenja in lovljenja. Pri laserskem hlajenju je uporabil tudi statistični pristop z uporabo stabilnih porazdelitev.
Njegovo delo je vodilo do Nobelove nagrade za fiziko leta 1997 »za razvoj metod hlajenja in lovljenja atomov z lasersko svetlobo,« ki jo je delil s Chujem in Phillipsom. Cohen-Tannoudji je bil prvi prejemnik Nobelove nagrade za fiziko, rojen v arabski deželi.

## Priznanja

### Nagrade
- 1979 - Youngova medalja in nagrada, za izjemne raziskave na področju optike.
- 1993 - nagrada Charlesa Harda Townesa
- 1994 - častni doktorat, Fakulteta za znanost in tehnologijo, Univerza v Uppsali, Švedska[12]
- 1996 - zlata medalja CNRS
- 1997 - Nobelova nagrada za fiziko, za razvoj metod hlajenja in lovljenja atomov z lasersko svetlobo.
- 2010 - red legije časti

## Izbrana dela
Glavna Cohen-Tannoudjijeva dela so dana na njegovi domači strani.
- Claude Cohen-Tannoudji, Bernard Diu, Frank Laloë. 1973. Mécanique quantique. 2 cols. Collection Enseignement des Sciences. Pariz. ISBN 2-7056-5733-9 (Quantum Mechanics. Vol. I & II, 1991. Wiley, New-York, ISBN 0-471-16433-X & ISBN 0471164356).
- Claude Cohen-Tannoudji, Gilbert Grynberg, Jacques Dupont-Roc. Introduction à l'électrodynamique quantique. (Photons and Atoms: Introduction to Quantum Electrodynamics. 1997.  Wiley. ISBN 0471184330)
- Claude Cohen-Tannoudji, Gilbert Grynberg, Jacques Dupont-Roc, Processus d'interaction photons-atomes. (Atoms-Photon Interactions : Basic Processes and Applications. 1992. Wiley, New-York. ISBN 0471625566)
- Claude Cohen-Tannoudji. 2004. Atoms in Electromagnetic fields. 2. izdaja. World Scientific. Zbirka njegovih najpomembnejših člankov.